# Лаика
Лаика̀ (на гръцки: λαϊκά – народни, от λαός – народ), също лаико̀ трагу̀ди (λαϊκό τραγούδι – песен на народа, популярна песен), най-общо е гръцката народна (фолк) поп-музика.
Този стил музика започва да се развива от средата на 1950-те години. Някои неправилно считат, че стилът е вид народна /традиционна/ музика. В действителност е градска музика, музиката на средната класа, като не може да се отрече, че е създадена въз основа на гръцкия фолклор. Гръцките народни песни в Гърция в миналото са били наричани "димотика трагудия" /буквално народни песни/, но вече е прието да бъдат наричани "парадосиака" /традиционни/, за да се подчертае, че са народно творчество, за разлика от авторските песни. В Гърция има много музикални жанрове, но за разлика от България съществува стремеж към запазване на истинската народна /традиционна/ музика във вида, в който е наследена.  Песните в стил "лаика" са емоционални, любовни, меланхолични. Песните и мелодиите "лаика" са особено популярни в Гърция, Кипър, разпространени са е сред гръцката диаспора. В България този стил е също доста популярен.
Известни съвременни изпълнители на модерна лаика от XXI век са:
- Никос Вертис
- Петрос Яковидис
- Стан (певец)
- Илиас Вретос
- Константинос Аргирос
- Харис Алексиу
- Йоргос Мазонакис
- Нотис Сфакианакис
- Антонис Ремос
- Василис Карас
- Пантелис Пантелидис
- Димитрис Митропанос
- Елени Карусаки
- Паола Фока
- Пасхалис Терзис
- Стаматис Гонидис
- Анджела Димитриу
- Наташа Теодориду
- Гликерия
- Амарилис (певица)
- Елена Папаризу
- Деспина Ванди
- Кети Гарби
- Янис Плутархос
- Сакис Рувас
- Янис Вардис
- Панос Киамос
- Пеги Зина